# 上目名駅

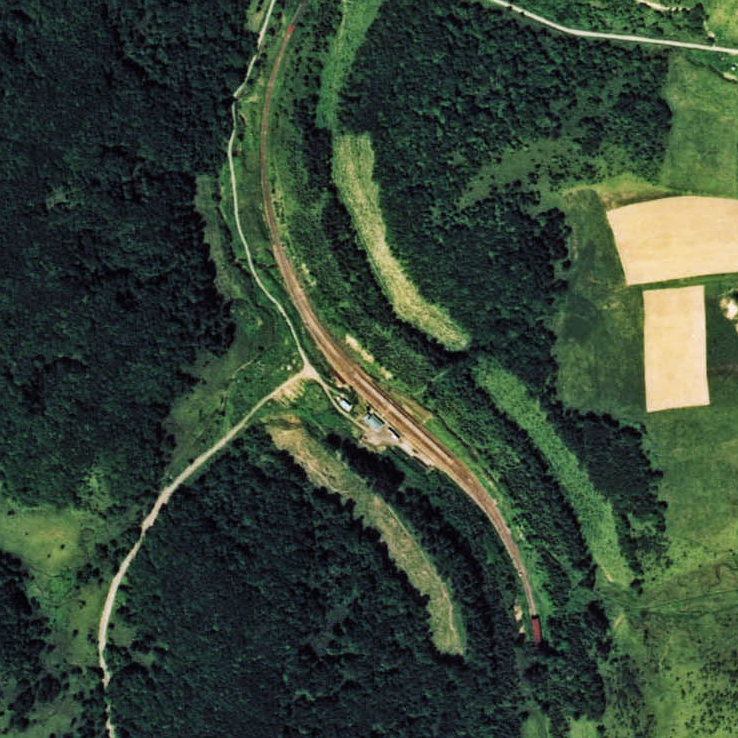
1976年の上目名駅と周囲約750m範囲。下が長万部方面。島式ホーム1面2線と駅舎前を通る貨物積卸し線、駅舎横の長万部側に上屋の無い小さな貨物ホームを有している。周囲にはほとんど人家が見られない。倶知安側に見える長いスノーシェードと長万部側のトンネルに挟まれ、上下共20パーミルの小さな峠の頂点に位置する。島式ホーム上にあった待合室は撤去されている。

上目名駅（かみめなえき）は、北海道（後志支庁）磯谷郡蘭越町字上目名に所在した日本国有鉄道（国鉄）函館本線の駅（廃駅）である。事務管理コードは▲130101。

## 歴史
開業時から、観音山・幌内山といった海抜600 - 800m程度の山に挟まれた立地であったことから周辺人口はほとんどなく、列車交換のための信号場という役割が強い駅となっていた。そのため、廃止の2年前まで無人化は実施されず、無人化後も運転扱いのための係員が配置された。また、熱郛駅 - 当駅間に北海道総局と青函船舶鉄道管理局との境があったため、昭和40年 - 50年頃には小樽方面から来て当駅で折り返す普通列車が日1・2往復設定されていたほか、札幌からの急行列車の終着駅(倶知安からは普通列車)となっていたこともあった。
函館本線を走る蒸気機関車の撮影において、当駅周辺は山間にあり鉄道でのアクセスが可能なことから格好の撮影地とされ、撮影を主におく鉄道ファンで賑わいを見せることもあった。
- 1913年（大正2年）9月21日：国有鉄道函館本線 熱郛駅 - 目名駅間に新設開業[3]。一般駅。
- 1949年（昭和24年）6月1日：日本国有鉄道法施行に伴い、日本国有鉄道（国鉄）に継承。
- 1974年（昭和49年）9月5日：貨物取扱い廃止[1]。
- 1982年（昭和57年）3月1日：荷物扱い廃止[1]。同時に出札・改札業務を停止し、旅客業務については無人化[4]（簡易委託）。ただし、閉塞扱いの運転要員は継続配置。
- 1984年（昭和59年）3月31日：利用者僅少に伴い、廃駅となる[1]。

### 駅名の由来
目名川の上流に位置するため。

## 駅構造
廃止時点で、島式ホーム1面2線を有する地上駅で、列車交換可能な交換駅であった。駅舎側（西側）が下り線、反対側（東側）が上り線となっていた（番線表示なし）。そのほか下り線の外側、駅舎との間に側線を1線有していた。
最終日まで無人駅扱いの運転取扱い要員のみが配置されていた駅であった。駅舎は構内の西側に位置し、ホーム中央部分とを結ぶ構内踏切で連絡した。乗車券類は簡易委託化されており、廃止時まで販売が行われていた。

## 利用状況
- 1921年（大正10年）の年間乗車人員は1,083人（1日あたりおよそ2.9人）[7]。
- 1964年（昭和39年）刊『蘭越町史』によると、1日の乗車人員は「約50名[8]」。
- 1981年度（昭和56年度）の1日乗降客数は1人[6]。

## 駅周辺
開業当時でも鉄道関係者以外の来住がない地域であった。
- 国道5号（羊蹄国道）[10]
- 観音山
- 幌内山

## 隣の駅
日本国有鉄道（国鉄）
函館本線
熱郛駅 - 上目名駅 - 目名駅